# René Skau Björnsson
René Skau Björnsson (tidl. Skau Johansen) (Født 14. februar 1967 i Sønderborg) er sekretariatschef for  Colitis-Crohn Foreningen - patientforeningen for tarmsyge. Han var medlem af Folketinget fra 1998-2011 for Socialdemokratiet.

## Baggrund
Björnsson har en uddannelse som cand.oecon. fra Aarhus Universitet, driftsøkonomisk linje, 1994.
Han var fra 2017 til 2023 direktør for Silkeborg Boligselskab, og fra 2023-2024 direktør for Boligkontoret Århus.
Björnsson var fra 2012 til 2017 centerdirektør for Den Uvildige Konsulentordning på Handicapområdet (DUKH).
Fra 2011 til 2012 havde han selvstændig konsulentvirksomhed ved navn Skau Consult.
Fra 1998 til 2011 var han medlem af Folketinget for Socialdemokratiet.
Fra 1994 til 1998 var han økonom ved familie- og beskæftigelsesforvaltningen i Århus Kommune.
Björnsson havde en selvstændig virksomhed som importør af parfume og kosmetik fra 1991 til 1994. Sammen med en studiekammerat startede de en butik på M.P.Bruunsgade i Århus, og i løbet af få år havde kæden et omfang på 12 butikker, heraf nogle på franchisebasis. 
Björnsson er gift med advokat Lóa Skau Björnsson og parret har to børn, Kaare (2000) og Amalie Cia (2001).
Björnsson blev født i 1967 som søn af elektriker Leif Skau Johansen og fuldmægtig Inge Lise Johansen.
Han gik på Humlehøjskolen Sønderborg 1973-80, Tønder Statsseminariums Realskoles 9. klasse 1983 og blev student fra Tønder Gymnasiums matematisk/samfundsfaglige linje 1986.

## Politisk karriere
Han blev Socialdemokratiets kandidat i Århus 4. kreds Vest fra 30. maj 1995 og valgt ind ved Folketingsvalget 1998 for Socialdemokratiet for Århus Amtskreds hvor han sad frem til 13. november 2007. Herefter blev han valgt for Østjyllands Storkreds.
Han besatte en række tunge poster i Folketinget, og var i flere år blandt andet formand for Folketingets boligudvalg og skatteudvalg. Derudover var han i mange år socialdemokraternes børneordfører of familieordfører, samt de senere år handicapordfører, hvor han fik gennemført en række forbedringer for mennesker med handicap.
Han udtrådte af Folketinget ved valget i 2011 og fortsatte en civil karriere.
Björnsson blev formand for DSU i Tønder 1984 og for DSU Sønderjyllands Amt 1984-85. 
Han var kasserer for Socialdemokratiet i Århus Kommune 1993-95 og medlem af hovedbestyrelsen for Socialdemokratiet 1993-98.
René Skau Björnsson fik i 2012 Muskelsvindfondens handicappris for "sin utrættelige og betydningsfulde indsats gennem mange år, som har forbedret livsvilkårene for mennesker med et handicap". Tidligere modtagere har været Hanne Reintoft, Torben Lund, m.fl.

## Tillidshverv
- Medlem af hovedbestyrelsen for TUBA Danmark fra 2012
- Formand for Huset Venture Midt fra 2011
- Medlem af hovedbestyrelsen for Livsværk fra 2010
- Formand for Chr IXs børnehjem og familiebehandlingsinstitutionen Bethesda Århus
- Formand for det kooperative fællesråd i Århus fra 2016
- Medlem af bestyrelsen for ViOs fra 2024
- Medlem af bestyrelsen for Samsøfonden fra 2025
- Formand for entreprenørvirksomheden Brdr. Møller AS fra 2012-2023
- Formand for Kollegiekontoret Århus 2014-2023
- Medlem af bestyrelsen for Brabrand Boligforening fra 1996 - 2015.
- Formand for Århus Kommunes Handicapråd 1998-2002.
- Medlem af Baglandet Århus' bestyrelse 2000-2019
- Medlem af Dansk Epilepsiforenings hovedbestyrelse 1999-2012.
- Medlem af Realkredit Danmarks Lokalråd Århus fra 1999-2014.
- Medlem af KFUM's Sociale Arbejdes hovedbestyrelse 2006-2012.
- Formand for Hejredalskollegiet fra 2010-2015.
- Formand for Børnesagens Fællesråd fra 2013-2020
- Medlem af repræsentantskabet i DUI - LEG og VIRKEs Aktivitetscenter Peter Sabroes Minde i Hørhaven ved Aarhus